# Bizerte-Krise

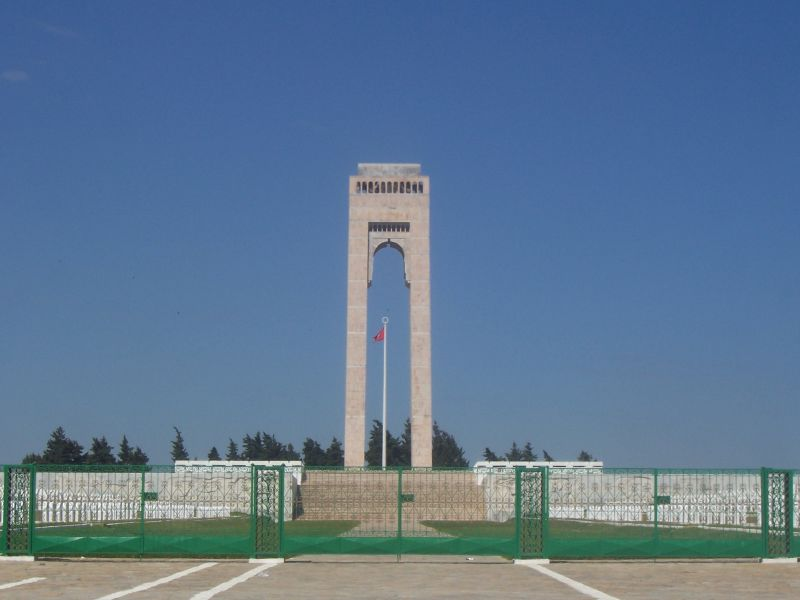
Denkmal für die Märtyrer von Bizerte

Unter Bizerte-Krise versteht man eine kurze kriegerische Auseinandersetzung zwischen Frankreich und Tunesien im Sommer 1961. Während sie im öffentlichen Bewusstsein Europas weitgehend vergessen ist, wird sie im tunesischen Bewusstsein als eines der wichtigen Ereignisse der neueren Geschichte betrachtet.
Die militärische Auseinandersetzung wurde von Frankreich mit größter Härte geführt und forderte mehrere hundert Tote und über Tausend Verletzte auf tunesischer Seite; auf französischer Seite gab es 24 Tote.

## Vorgeschichte
Die Stadt Bizerte mit ihrer Lage an der engsten Stelle der Straße von Sizilien war seit der Zeit der Phönizier 700 v. Chr. von besonderer strategischer Bedeutung. Nachdem Tunesien 1881 französisches Protektorat geworden war, wurde hier 1882 ein Marinestützpunkt errichtet, der in beiden Weltkriegen eine wichtige Rolle spielte. 1956 wurde Tunesien unabhängig. Frankreich hielt jedoch den im Nordosten, rund 150 Kilometer von der algerischen Grenze gelegenen Militärstützpunkt weiterhin besetzt, um von dort aus den Algerienkrieg (1958–1962) zu führen. Der Stützpunkt umfasste die Marinebasis Sidi-Abdellah sowie die Luftwaffenbasis Sidi-Ahmed. Von französischen Luftwaffenstützpunkten auf dem europäischen Festland sowie auf Korsika war Algerien angesichts einer Entfernung von rund 700 Kilometern wesentlich schwerer zu erreichen.
Der tunesische Staatspräsident Habib Bourguiba forderte bei einem Treffen mit dem französischen Staatspräsidenten Charles de Gaulle am 27. Februar 1961 die Rückgabe des Stützpunkts, doch Frankreich verzögerte die Verhandlungen.

## Die Auseinandersetzung

Ehemalige franz. Militärzone von Bizerte–Ferryville

Ehemalige franz. Militärzone in Südtunesien

Als die französische Seite ohne Vorankündigung die Landebahn der Militärbasis verlängerte und dabei etwa 1,5 Meter tunesischen Bodens nutzte, um größere Flugzeuge gegen den algerischen Front de Libération Nationale (FLN) einsetzen zu können, sah die tunesische Seite den Casus Belli gegeben. Paramilitärische Truppen und Freiwilligenverbände, darunter Studenten, Frauen und Kinder der Organisation verwaister Kinder, blockierten den Stützpunkt. Daraufhin schickte Frankreich 800 Fallschirmjäger; die Straßenblockaden wurden mit Raketen aus Militärjets zerstört, Panzer verließen den Stützpunkt und drangen rund 25 Kilometer vor. Von drei Kreuzern vor der Küste wurde der Hafen gestürmt; es kam zu Straßenkämpfen in der Stadt, die nach vier Tagen mit einem französischen Sieg endeten. Unter den Toten waren Frauen und Kinder.

## Die Lösung des Konflikts
In der Folge wurden rund 27.000 französische Staatsbürger nach Frankreich evakuiert, darunter befanden sich 5000 tunesische Juden. Die meist mittellosen jüdischen Flüchtlinge wurden bei ihrer Ankunft in Frankreich vom Fonds social juif unifié (FSJU) betreut.
Der Konflikt wurde unter Mitwirkung der UNO und des damaligen Generalsekretärs Dag Hammarskjöld beigelegt, der sich schon am 24. Juli 1961 nach Bizerte begab; der Begriff Bizerte-Krise verweist also eher auf die Situation im UN-Sicherheitsrat (Krise zwischen den ständigen Mitgliedern) als auf die Ereignisse in Bizerte selbst. Ergebnis der UN-Bemühungen war der französische Abzug nach Ende des Algerienkrieges im Oktober 1963.
Im Frühjahr 1964 wurde der Landbesitz von Franzosen und in kleinerem Umfang auch von Italienern, Maltesen und Schweizern entschädigungslos enteignet.